# Governo in esilio del Belgio

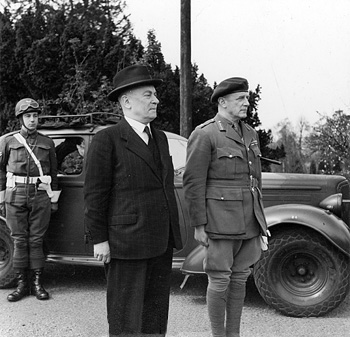
Hubert Pierlot (a sinistra), Primo Ministro del governo in esilio, aprile 1944.

Il governo in esilio del Belgio, o governo belga a Londra (in francese Gouvernement belge à Londres e in olandese Belgische regering in Londen), o, ancora, anche conosciuto come IV governo Pierlot, fu il governo in esilio del Belgio tra l'ottobre 1940 ed il settembre 1944 durante la Seconda guerra mondiale. Il governo fu tripartito, coinvolgendo ministri del Partito Cattolico, del Partito Liberale e del Partito Laburista. Dopo l'invasione del Belgio da parte della Germania nazista nel maggio 1940, il governo belga, guidato dal primo ministro Hubert Pierlot, fuggì prima a Bordeaux in Francia e quindi a Londra, dove si affermò come unica legittima rappresentanza del Belgio presso gli Alleati.
Nonostante non avesse più autorità sul proprio paese, il governo amministrò il Congo belga e mantenne negoziati con le altre potenze alleate circa la ricostruzione post-bellica. Gli accordi fatti dal governo in esilio durante la guerra inclusero la fondazione dell'Unione Doganale del Benelux e l'ammissione del Belgio nelle Nazioni Unite. Il governo esercitò anche influenza all'interno delle Forze belghe libere e tentò di mantenere legami con la resistenza.
Il governo in esilio tornò in Belgio l'8 settembre 1944, dopo la liberazione di Bruxelles. Il 26 settembre, Pierlot formò un nuovo governo di unità nazionale (Pierlot V).